# Zdbino
Zdbino [ˈzdbinɔ] (tiếng Đức: Stabenow Ziegelei)  là một khu định cư cũ ở khu hành chính của Gmina Recz, thuộc hạt Choszczno, West Pomeranian Voivodeship, ở phía tây bắc Ba Lan. Nó nằm khoảng 7 kilômét (4 mi)   phía bắc Recz, 20 km (12 mi) về phía đông bắc Choszczno, và 65 km (40 mi) về phía đông của thủ đô khu vực Szczecin.
Trước năm 1945, khu vực này là một phần của Đức.